# Tmesisternus imitans
Tmesisternus imitans là một loài bọ cánh cứng trong họ Cerambycidae.